# انزياح جاذبي نحو الأحمر

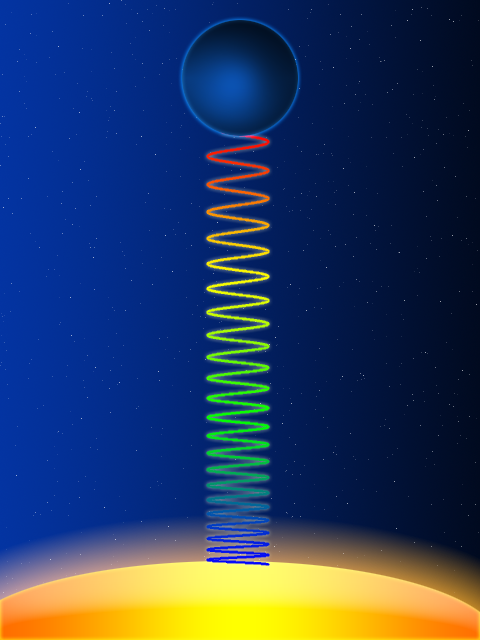
انزياح جاذبي نحو الأحمر عند انطلاق شعاع ضوئي من نجم (أصفر في الصورة) مقاوما جاذبيته.

الانزياح الجاذبي نحو الأحمر أو الإزاحة الجاذبية نحو الأحمر أو الانزياح التثاقلي نحو الأحمر في الفيزياء (بالإنجليزية: Gravitational red-shift)‏ عندما يغادر 
شعاع ضوء الأرض أو أي مركز للجاذبية مثل الشمس فإن طول موجته تبدو أطول طولًا عند رؤيته من مشاهد موجود في مجال جاذبية أقل. ويحدث هذا الانزياح نحو الأحمر أيضا لأي موجة كهرومغناطيسية تغادر مركز جاذبية قوية ويكون هذا التغير في لون الشعاع مقترنًا بانخفاض في طاقة الشعاع.
وبالعكس، عندما ينجذب شعاع ضوء إلى منطقة جاذبية قوية فإن طول موجته تقصر وتزيد طاقته، عندئذ نقول أن شعاع الضوء قد انزياح نحو الأزرق.
تلك ظاهرة طبيعية ناتجة عن قانون بقاء الطاقة وتكافؤ الكتلة والطاقة وأثبتت عمليا عام 1959 في تجربة باوند-ريبكا.

## تعريف
يرمز الفيزيائيون إلى الانزياح الأحمر عادة بمتغير مطلق (ليست له وحدة) {\displaystyle z\,} وهو يعرف بتغير الجزئي لطول موجة الشعاع :

{\displaystyle z={\frac {\lambda _{o}-\lambda _{e}}{\lambda _{e}}}}
حيث:
{\displaystyle \lambda _{o}\,} طول موجة شعاع كهرومغناطيسي (فوتون) كما يقيسه مشاهد.
{\displaystyle \lambda _{e}\,} طول موجة الشعاع (الفوتون) عند قياسه عند مصدره.
ويمكن حساب الانزياح الجاذبي نحو الأحمر بواسطة النظرية النسبية العامة بالمعادلة:
{\displaystyle z={\frac {1}{\sqrt {1-{\frac {r_{s}}{r}}}}}-1}
حيث نصف قطر شفارتزشيلد يساوي {\displaystyle r_{s}={\frac {2GM}{c^{2}}}}
و {\displaystyle G} تعني ثابت الجاذبية طبقا لنيوتن و{\displaystyle M} كتلة الجرم التجاذبي.
{\displaystyle c} سرعة الضوء
و {\displaystyle r} البعد عن مركز الكتلة المسببة الجاذبية.
وطبقا لحدود قوانين نيوتن للحركة ، أي عندما تكون المسافة {\displaystyle r} كبيرة بالمقارنة بنصف قطر شفارتزشيلد 
{\displaystyle r_{s}} ، فيصبح الانزياح الأحمر مساويا:
{\displaystyle z_{\mathrm {approx} }={\frac {1}{2}}{\frac {r_{s}}{r}}={\frac {GM}{c^{2}r}}}

## التحقق بالتجربة
اجريت تجارب عديدة منها قياس خطوط طيف نجم الشعرى اليمانية ب Sirius B عام 1929 وتجربة باوند-ريبكا بين عامي 1959 حتى 1965 وأيدت التجارب صحة التنبؤات.
وفي تجربة باوند وريبكا عام 1959 فقد قاما بقياس الانزياح الجاذبي نحو الأحمر باستخدام مصدر أشعة غاما وهو الحديد-57. كما اثبتت تجربة أخرى للعالمين باوند وسنيدر أجريت عام 1965 تلك النتائج.
كما توجد معلومات إضافية في اختبارات نظرية النسبية.

## اقرأ أيضا
- انزياح نحو الأحمر
- طيف
- موجة كهرومغناطيسية
- يو دي إف واي-38135539
- قزم أبيض